# رهاب الليل

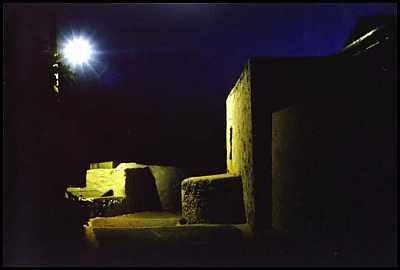

رهاب الليل أو النيكتوفوبيا هي حالة رهاب تتميز بالخوف الشديد من الظلام.
جاءت كلمة نيكتوفوبيا من الإغريقية νυκτός, نيكتوس، وهي تركيب إضافي من νύξ، نايكس، والتي تعني «الليل» وكلمة φόβος, فوبوس؛ والتي تعني «خوف». للخوف من الظلام أو الليل عدة تسميات غير سريرية كال—اللايغوفوبيا، والسكوتوفوبيا والأتشلوفوبيا.